# Arkadiusz Moryto
Arkadiusz Moryto (* 31. August 1997 in Kraków) ist ein polnischer Handballspieler auf der Position Rechtsaußen.

## Vereinskarriere
Er begann das Handballspiel bei Kuse Kraków. Von 2013 bis 2016 spielte er beim Team Szkoła Mistrzostwa Sportowego Gdańsk in Gdańsk und ab 2016 bei Zagłębie Lubin. In der Saison 2017/18 wurde er jüngster Torschützenkönig der PGNiG Superliga Mężczyzn. Seit der Saison 2018 spielt Moryto beim polnischen Verein KS Kielce, mit dem er an der EHF Champions League 2018/19, EHF Champions League 2019/20 und EHF Champions League 2020/21 teilnahm. 2019–2023 wurde er mit Kielce polnischer Meister sowie 2019, 2021 und 2025 Pokalsieger. Im Trikot von Kielce wurde er 2018/19 und 2019/20 erneut Topscorer der Superliga. Im Februar 2021 übertraf Michał Daszek mit 18 Toren Morytos Torrekord in der polnischen Liga um einen Treffer. Im Finale der EHF Champions League 2021/22 unterlag er mit Kielce dem FC Barcelona erst nach Siebenmeterwerfen 35:37. Am 18. Februar 2023 erzielte er sein 1000. Tor in der polnischen Superliga. Im Juni 2023 verlor er mit Kielce das Endspiel der EHF Champions League gegen den SC Magdeburg mit 29:30 nach Verlängerung. Mit 100 Toren wurde er Dritter der Torschützenliste des Wettbewerbs.

## Nationalmannschaft
Moryto stand bisher 106 Mal im Kader der polnischen Nationalmannschaft und erzielte 505 Tore. Sein Debüt für Polens U 18-Team gab er bei der Europameisterschaft 2014 im eigenen Land. Sein Debüt bei den Männern folgte im Jahr 2017. Bei der Weltmeisterschaft 2021 in Ägypten (13. Platz) war er mit 36 Treffern der beste Werfer seines Teams, bei der Europameisterschaft 2022 (12. Platz) mit 46 Toren erneut. Bei der Weltmeisterschaft 2025 warf er sechs Tore in vier Spielen und belegte mit dem Team den 26. Platz.